# Adenolobus
Adenolobus – rodzaj roślin z rodziny bobowatych (Fabaceae). Obejmuje dwa gatunki występujące w południowo-zachodniej Afryce od Zairu po Kraj Przylądkowy. Rosną w zaroślach kserofitycznych na podłożu piaszczystym, żwirowym i kamienistym wzdłuż koryt rzek. Rośliny są pokarmowymi zarówno dla zwierząt domowych, jak i dzikich.

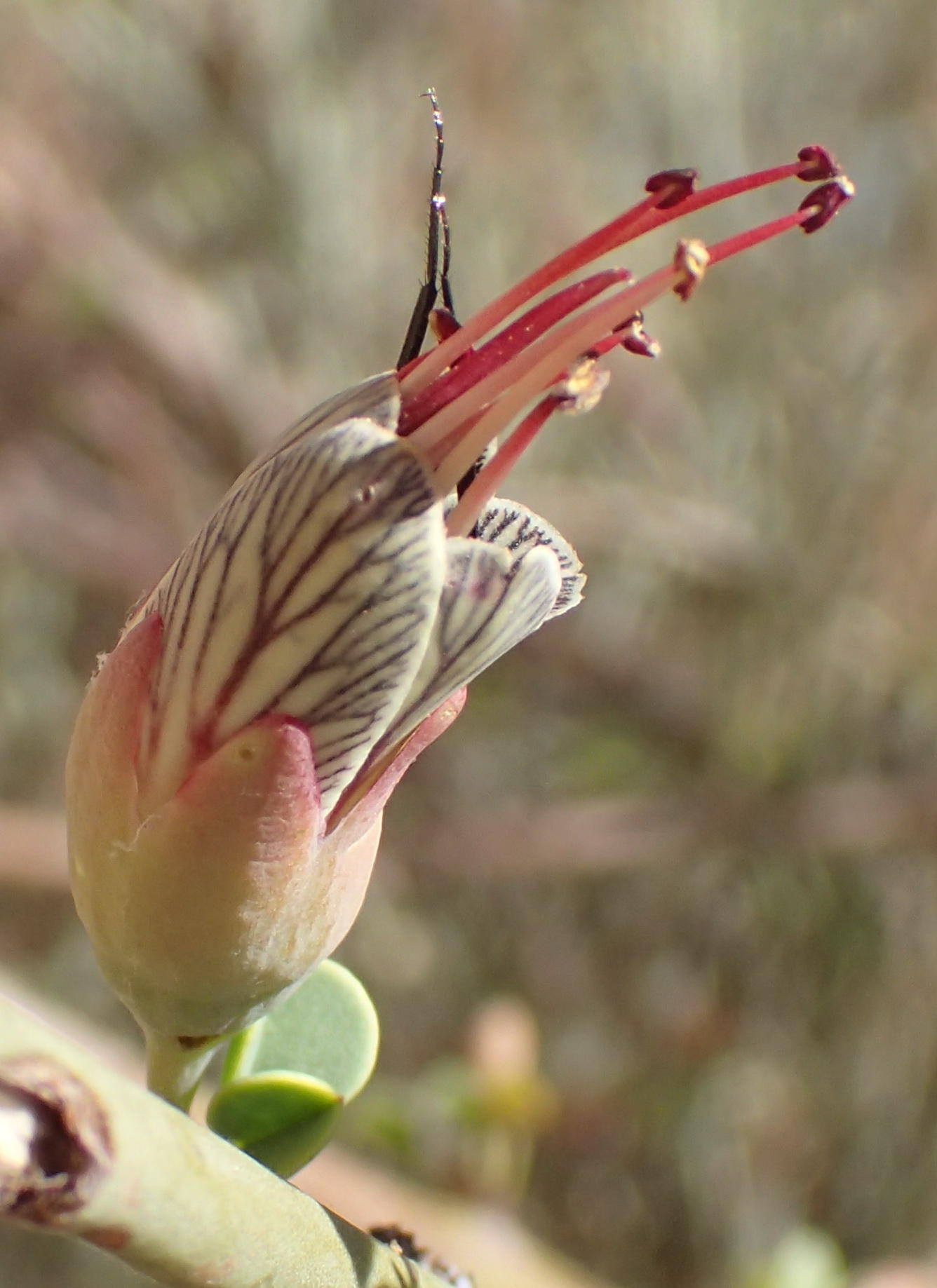
Kwiat Adenolobus garipensis

## Systematyka
Pozycja systematyczna
Jeden z rodzajów podplemienia Cercidinae, plemienia Cercideae i podrodziny Cercidoideae z rodziny bobowatych Fabaceae.
Wykaz gatunków
- Adenolobus garipensis (E.Mey.) Torre & Hillc.
- Adenolobus pechuelii (Kuntze) Korcz. & Hillc.